# Giuseppe Gabellone
Giuseppe Gabellone (* 1973 in Brindisi) ist ein italienischer Fotograf und Bildhauer.

## Leben und Werk
Gabellone studierte an der Accademia di Belle Arti di Brera in Mailand.
Seine Skulpturen schafft er häufig aus Bast, Stroh, Eisen, Lehm, Aluminium, Mörtel, Backstein und Styropor. Endprodukt ist vielfach die Fotografie dieser Objekte und nicht das Objekt selbst, welches er zerstört. Die Skulpturen, die bleibend sind, nennt er Doppelskulpturen. Sie können aus verschiedenen Blickwinkeln betrachtet werden. Gabellones Fotografie zeigt die Skulptur nur aus einer von ihm festgelegten Perspektive. Er legt keine Editionen auf und vernichtet das Negativ.
Giuseppe Gabellone stellte 1998 auf der Biennale of Sydney, 2002 auf der documenta11 in Kassel, sowie 1997 und 2003 auf der Biennale di Venezia aus. Er hatte zahlreiche Einzelausstellungen.